# Midhowe Chambered Cairn

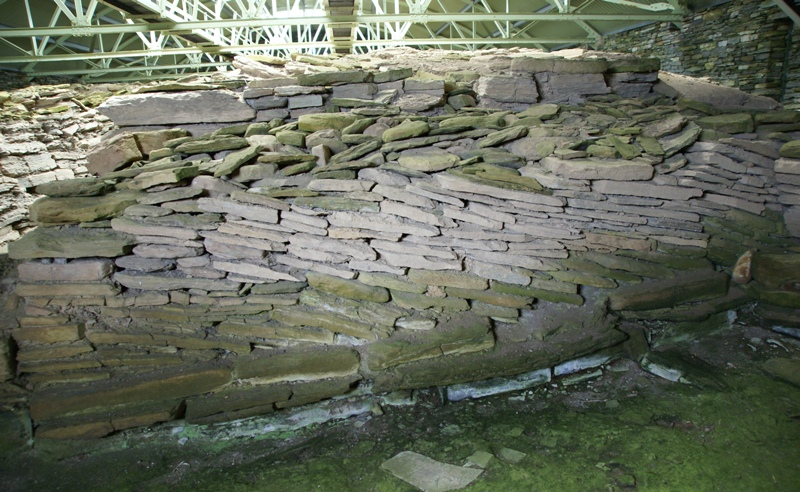
De buitenmuur, hier rechts van de ingang, is gelegd in een visgraatmotief.

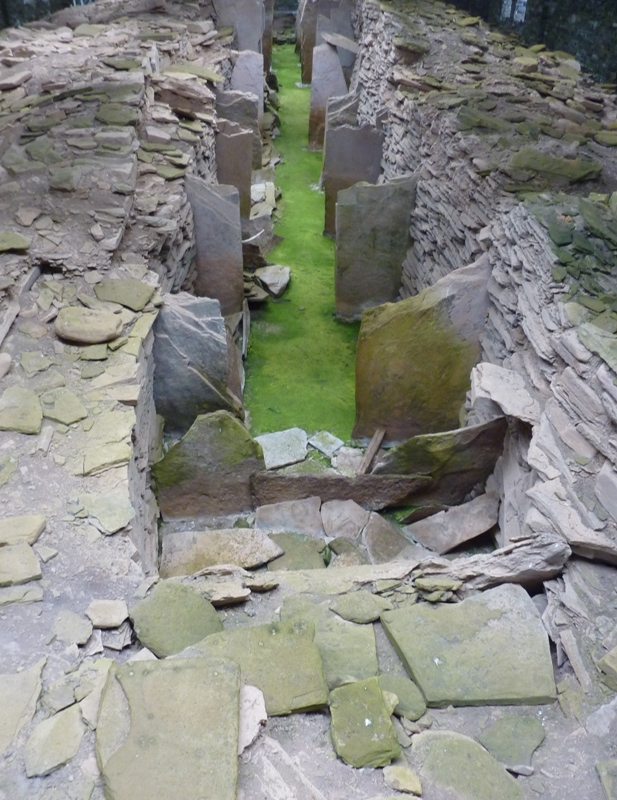
Het interieur gezien vanuit het noorden. De cairn is opgedeeld in twaalf compartimenten.

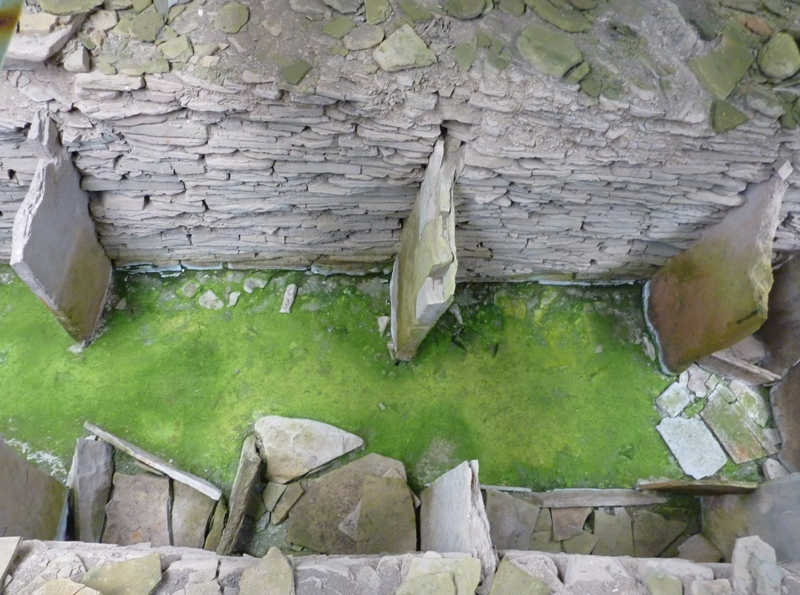
Een paar compartimenten van bovenaf gezien. Enkel een aantal compartimenten aan de oostzijde waren voorzien van lage banken.

De Midhowe Chambered Cairn is een gekamerde graftombe uit het neolithicum, gelegen aan de zuidkust van Rousay, een van de Schotse Orkney-eilanden. Deze cairn is een van de grootste graftombes gevonden in Schotland.

## Opgraving
De Midhowe Chambered Cairn werd uitgegraven in de periode 1932-1933. Na de opgraving is de cairn is staatsbeheer gegeven. Om de cairn te beschermen tegen de elementen werd over de cairn heen een schuur gebouwd. Over de cairn heen is een stellage gebouwd waardoor bezoekers de cairn van bovenaf kunnen bekijken.

## Beschrijving
De Midhowe Chambered Cairn is een rechthoekige grafheuvel van het type Orkney-Cromarty met afgeronde hoeken. De grafheuvel is circa 23 bij 13 meter groot. De hoofdas is zuidoost-noordwest georiënteerd.
De buitenmuur van de cairn is voorzien van versierd metselwerk. Het fundament van de buitenmuur bestaat uit horizontaal gelegde platte stenen. De laag van platte stenen die daarop is gelegd, ligt schuin en de laag daar weer op ligt schuin in de tegenovergestelde richting. Hiermee vormen de stenen een visgraatmotief. De muren van de cairn zijn overgebleven tot een hoogte van 2,5 meter; de muren waren oorspronkelijk hoger.
De binnenmuur, een aparte muur na de buitenmuur, bestaat uit horizontaal gelegde platte stenen. Deze binnenmuur is nog tot 1,8 meter hoog.
De ingang van de grafheuvel bevindt zich aan de zuidoostelijke zijde. Deze ingang is dichtgemaakt toen de grafheuvel in onbruik raakte. Beide uiteindes van de ingang waren geblokkeerd. Deze toegang was oorspronkelijk 3,9 meter lang.
De grafkamer is 23 meter lang en is 2 tot 2,4 meter breed. Deze kamer is verdeeld in twaalf compartimenten middels paren van rechtopstaande platte stenen. Deze compartimenten variëren in breedte tussen 1,2 en 2,1 meter. In de helft van de compartimenten bevinden zich aan de oostelijke kant lage stenen banken. Aan het uiteinde van het meest noordelijke compartiment was vermoedelijk eveneens een lage stenen bank aangebracht. Dit compartiment was door lage stenen in tweeën verdeeld, waarbij het binnenste deel was betegeld.
Het noordwestelijk uiteinde van de cairn is in een latere periode hergebruikt. Vermoedelijk liep er een gang vanaf het noordwestelijk uiteinde naar een kamer die 0,9 meter boven vloerniveau lag. Tegen de noordelijke hoek van de cairn bevonden zich eveneens bouwsels van latere datum, waaronder een rechthoekig stenen waterreservoir.

## Vondsten
Negen menselijke skeletten werden gevonden. Deze lagen op de banken tussen het vijfde en het tiende compartiment, geteld vanaf de ingang. De meeste skeletten lagen in een gehurkte houding met hun rug tegen de noordoostelijke wand.
Drie schedels van deze skeletten waren verwijderd van het skelet zelf en stonden rechtop op de bank. Botten van minimaal vijftien andere mensen werden gevonden in verschillende combinaties. Deze botten lagen gestapeld in de compartimenten en waren weggeborgen onder de banken.
Toen de cairn is onbruik raakte, is deze opzettelijk gevuld met stenen en puin. In dit puin werden nog twee skeletten gevonden, waarvan eentje in een stenen grafkist.
In het zevende compartiment aan de zuidwestelijke zijde werd enig aardewerk gevonden, waarvan een aantal met de karakteristieken van Unstan Ware.

## Beheer
De Midhowe Chambered Cairn wordt beheerd door Historic Environment Scotland net als de zo'n negentig meter naar het noordnoordwesten gelegen Midhowe Broch.